# Call of Duty: World at War
Call of Duty: World at War (abreujat comunament com World at War o Call of Duty 5) és un videojoc de trets en primera persona desenvolupat per Treyarch i distribuït per Activision. Va ser publicat per Microsoft Windows, Wii, PlayStation 3 i Xbox 360 a Amèrica del Nord l'11 de novembre de 2008, a Austràlia i Nova Zelanda el 12 de novembre de 2008, i a Europa el 14 de novembre de 2008. Es van desenvolupar tres continguts de descàrrega, el contingut de la qual incloïa nous mapes multijugador i cooperatiu, entre ells, per a la manera de joc Nazi zombies. El primer DLC va ser llançat el 19 de març de 2009, el segon, l'11 de juny de 2009; mentre que el tercer va ser llançat setmanes posteriors, el 6 d'agost de 2009.
L'ambientació de World at War se situa durant la Segona Guerra Mundial, així mateix, inclou algunes batalles com Peleliu, Okinawa i la batalla de Berlín. El joc el protagonitzen tres personatges: C. Miller, un marine nord-americà que participa en el front del Pacífic; Dimitri Petrenko, un soldat de l'Exèrcit Roig, concorrent en la batalla de Stalingrad amb el sergent Viktor Reznov, personatge amb el qual mantindrà una amistat durant tota la trama; John Locke, un artiller nord-americà durant la batalla d'Okinawa, resulta ser l'últim personatge jugable, no obstant això, apareix en solament una missió del joc. Com en altres edicions de la sèrie, el videojoc és de trets en primera persona d'estil bèl·lic, i l'ambient tancat i lineal se segueix mantenint, igual que altres títols de la sèrie, a causa que cada missió és necessària per progressar a través del joc i desbloquejar més contingut sobre aquesta mateixa. World at War posseeix una manera multijugador en línia amb diferents mapes i una manera cooperativa en línia de la campanya.
Call of Duty: World at War va tenir en bon èxit comercial. Va ser el segon joc més venut al novembre de 2008 als Estats Units, amb vendes de més d'1,41 milions d'unitats. Les versions per Xbox 360 i PlayStation 3 van ser el segon i el novè joc més venut de desembre de 2008 als Estats Units, venent més d'1,33 milions i 533 000 còpies, respectivament. La versió de Xbox 360 va ser el sisè joc més venut de 2008, amb més de 2,75 milions de còpies venudes. El títol també va rebre diverses crítiques; es va criticar el fet d'haver tornat a la Segona Guerra Mundial i no haver continuat amb l'argument de Modern Warfare; també que el títol s'hagi saltat diverses etapes de la guerra i solament haver representat les últimes batalles d'aquesta. No obstant això, també va ser elogiat per la seva representació més fosca i crua de l'ambient de la Segona Guerra Mundial, i per la nova manera cooperativa introduït. El joc posseeix un puntaje mitjana de 85 sobre 100 per a les plataformes Xbox 360, PlayStation 3 i Microsoft Windows en llocs web com Metacritic i GameRankings.

## Argument

### Personatges
Durant la campanya d'un jugador, en les versions de Microsoft Windows, PlayStation 3 i Xbox 360, es presenten tres personatges controlables, els quals ens relaten la història d'una perspectiva en primera persona. El primer personatge manejable és el soldat C. Miller, un Marine de la 1. ª Divisió d'aquesta mateixa, qui participa en la Campanya del Pacífic contra ell Imperi del Japó. El 1942, mentre participava en una missió de reconeixement, va ser capturat juntament amb altres membres dels Marine Raiders, però és rescatat dies després pel cap Roebuck (veu de Kiefer Sutherland) i els seus homes, durant la batuda a l'illa Makin. Altres personatges no manejables notables són el sergent Tom Sullivan i el soldat Polonsky (veu d'Aaron Stanford). Mentre avança la trama, Sullivan és assassinat, i Roebuck passa a ser el líder de l'escamot de Miller. El segon personatge manejable és el soldat Dimitri Petrenko, un soldat de la 150. ª Divisió de Fusileros, que participa en la Batalla de Stalingrado. Durant l'auge d'aquesta mateixa batalla, Dimitri coneix al Sergent Viktor Reznov (veu de Gary Oldman). Dimitri es torna heroi de guerra a causa que va assassinar al general Heinrich Amsel, responsable de massacres dutes a terme en tota la Unió Soviètica, especialment en Stalingrado. Tres anys després, participa en la Batalla de Seelow, després, coneix al Soldat Chernov, un subordinat de Reznov. El tercer i últim personatge manejable de la campanya per a un jugador és John Locke, que és jugable només en la missió «Gats negres». Locke és un artillero d'un hidroavió PBY Catalina nord-americà, el qual té com a missió acabar amb una flota de cargueros japonesos que es dirigeixen cap a Okinawa. Aquest últim personatge no està disponible en la versió de Wii.

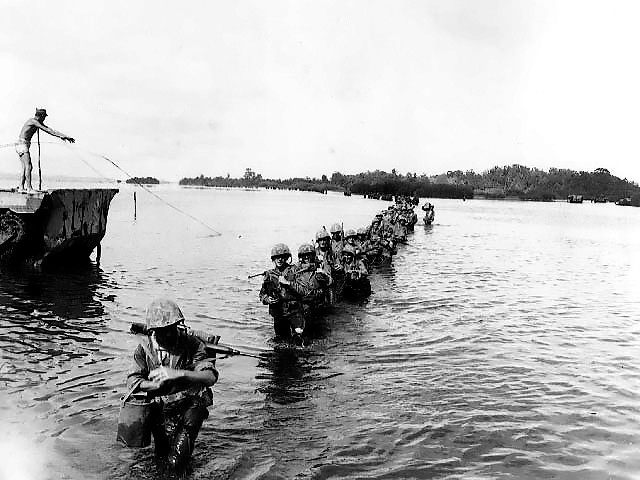
Marines en la badia de Peleliu.

El joc comença en el Atolón de Makin, en la nit del 17 d'agost de 1942. El soldat del 2° Batallon "Carlson" de Marine Raiders C. Miller observa la tortura i posterior execució del soldat K. Pyle, un company Marine, pels japonesos. Abans que aquests puguin executar-ho a ell, Miller és salvat per un escamot nord-americà liderat pel cap Roebuck i el sergent Tom Sullivan, els qui, a més de realitzar una missió de cerca i rescat per a Miller, participaven de la batuda de Makin.
2. Petita Resistència: (Desenvolupament: Illa de Peleliu)
La següent missió s'inicia dos anys després, en la batalla de Peleliu. Després que es trenquessin les línies defensives japoneses de la platja de Peleliu, Miller destrueix dos tancs Tipus 97 Chi-Ha sol·licitant el bombardeig artillero, impedint l'avanç japonès de tancs. Al final de la missió, el sergent Sullivan és apunyalat amb una katana per un oficial japonès i mor.
3. Aterratge Dur: (Desenvolupament: Illa de Peleliu)
Roebuck, ara promogut a sergent, juntament amb el seu escamot, fan camí a través dels pantans de Peleliu per llançar un assalt a una base aèria japonesa, i destruir els canons antiaeris. Després d'acabar amb tota una base japonesa, Roebuck és avisat que es realitzarà un contraatac cap a ells, i que l'ajuda arribarà després d'un temps. Miller, Roebuck, Polonsky i tot l'escamot, després d'haver resistit un atac de tancs, camions i diversos soldats, és salvat per atacs aeris aliats.
4. Vendetta: (Desenvolupament: Stalingrado, Unió Soviètica)
El joc, llavors salta al capdavant Oriental, al 17 de setembre de 1942, durant la batalla de Stalingrado. El soldat Dimitri Petrenko recobra el coneixement en una font, just al moment en què tropes alemanyes assassinen a uns ferits camarades al seu costat. Quan aquests s'allunyen sense adonar-se que Dimitri segueix viu, est coneix al sergent Viktor Reznov, un altre supervivent, qui li dona a conèixer les seves intencions d'assassinar al general alemany nazi Heinrich Amsel responsable de la massacre ocorreguda en Stalingrado, i en tota la Unió Soviètica. Després d'explicar-li a Dimitri que ha vingut seguint al general durant a l'alguns dies, est li indica seguir-ho i assassinar-ho. Després d'haver acabat amb alguns alemanys en el camí, Dimitri segueix a Reznov a través d'uns edificis i carrers, fins al punt on es reuneixen amb la resta de la unitat de Dimitri, els quals són a punt d'assaltar la unitat protectora d'Amsel. Reznov, ja disposat per donar marxa a l'assalt, les hi arregla perquè Dimitri assassini a Amsel, perquè posteriorment fuita juntament amb est pel riu Volga. Aquesta missió és una clara referència a la pel·lícula Enemy At The Gates
5. La seva terra, La seva sang: (Desenvolupament: Pujols de Seelow, Alemanya)
La següent missió s'inicia tres anys després dels successos anteriors, durant la batalla de Seelow, prop de Berlín. Dimitri ha estat capturat pels soldats alemanys en una casa abandonada. Aquest és salvat quan ell Exèrcit Rojo ataca la casa, i Reznov i Chernov —la mà dreta de Reznov— entren a aquesta, i ho salven. Després de l'avanç a través de les línies alemanyes, aconsegueixen fer avançar als tancs soviètics, fins a arribar a un campament alemany. El campament i els alemanys són arrasats, seguit a això, Reznov li assegura a tot el seu escamot, sobretot a Dimitri, que arribaran a Berlín i que aviat tindran la seva venjança.
6. Cremin-los: (Desenvolupament: Illa de Peleliu)
El joc, llavors torna al capdavant del Pacífic. En Peleliu, on els nord-americans estan pressionant a les tropes japoneses cap a dins de l'illa. Miller i la seva unitat acaben amb tots els morters enemics, perquè els tancs aliats puguin avançar.
7. Implacable: (Desenvolupament: Illa de Peleliu)
Posteriorment, l'escamot procedeix a acabar amb els túnels subterranis de l'illa, per després acabar amb els bastions principals japonesos, permetent que les naus nord-americanes avancin, i així tenir la dominació completa de l'illa, completant la missió. No obstant això, Polosky al·lega el complicat que va ser prendre l'illa per als Estats Units, indicant que les vides perdudes dels soldats van ser massa, a això, Roebuck sent el mateix, explicant que ja van ser més de les necessàries.
8. Sang i ferro: (Desenvolupament: Pujols de Seelow, Alemanya)
A continuació es retorna al capdavant Oriental, on Dimitri i Reznov condueixen tancs T-34, obrint-se pas entre les últimes línies alemanyes de Seelow. Les tropes soviètiques a continuació, pugen a un tren directe a Berlín. Reznov, en el viatge, li diu a Dimitri que és un home amb sort i que gràcies a ell s'ha arribat tan lluny, argumentant que mentre ell viva, el cor de l'Exèrcit Rojo mai es trencarà.
9. L'anell d'acer: (Desenvolupament: Berlín, Alemanya)
A la seva arribada, acaben amb els soldats alemanys als afores de la ciutat, donant començament a la batalla de Berlín. Posteriorment, i ja al centre de Berlín, els soviètics avancen pels carrers, matant a qualsevol soldat que s'interposi en el seu camí, en el qual tres soldats alemanys estan tractant de rendir-se. Reznov, després el viscut en Stalingrado juntament amb Dimitri, no està disposat a negar-li la venjança al seu escamot, i li dona a Dimitri l'opció de determinar el mètode de la mort —que ell assassini als soldats, o que bé, els soldats soviètics puguin cremar-los vius amb còctels molotov.
10. Desallotjament: (Desenvolupament: Berlín, Alemanya)
Després, Dimitri, i el seu escamot es veuen forçats a entrar a l'O-Bahn de la ciutat, a causa que la ciutat estava literalment desplomant-se per atac aeris. Aquests baixen a les plataformes del metre, i comencen a lluitar amb soldats atrinxerats en elles. No obstant això una onada d'aigua omple el túnel i Dimitri, sense poder evitar l'ona, s'ofega, sense saber que ocorre amb ell.

El joc té com a últim escenari el Reichstag, el seu interior i el terrat. En la imatge, es mostra l'edifici després de la batalla.

11. Black Cats: (Desenvolupament: Illa de Okinawa)
El joc llavors es desplaça de nou cap al Pacífic, durant la batalla de Okinawa, on el jugador assumeix el control del suboficial Locke, artillero a bord d'un hidroavió PBY Catalina, participa en un atac contra tres bucs mercants japonesos, els quals es dirigeixen cap a Okinawa. Després d'haver complert la seva missió, en el seu camí de retorn a la base, una flota nord-americana és assaltada, replicant l'Operació Tingues-Gō. El PBY de Locke, el qual és l'únic avió que està prou prop de la flota per acudir en ajuda, arriba immediatament al lloc. En el lloc en qüestió, Locke és capaç de rescatar alguns pocs mariners nord-americans en el mar, mentre centenars d'uns altres moren sense remei, a més d'acabar amb les llanxes torpederas japoneses i els avions kamikazes. Amb el PBY gairebé destruït per complet, i amb un atac kamikaze que ve directe cap a ells, més avions nord-americans arriben per ajudar, salvant al PBY de miracle, concloent la missió.

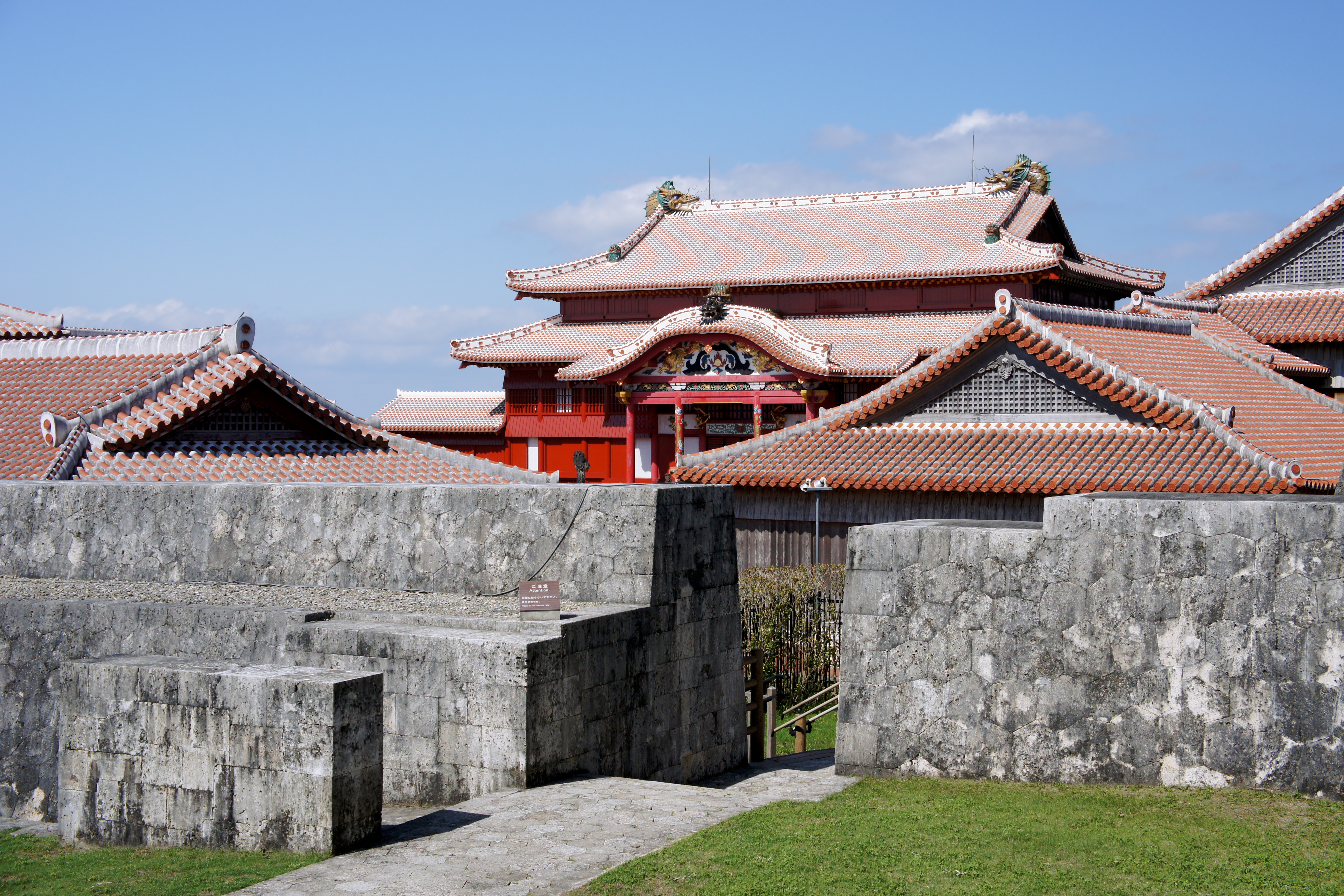
En el joc, la presa del Castell Shuri és l'últim pas per vèncer els japonesos a Okinawa. L'edifici és l'últim escenari de la campanya nord-americana.

12. Bufador i sacacorchos: (Desenvolupament: Illa de Okinawa)
En la següent missió, l'equip de Miller fa un assalt per terra en Okinawa. Posteriorment acaben amb els japonesos en les trinxeres, la qual cosa permet l'avanç dels tancs nord-americans.
13. Límit: (Desenvolupament: Illa d'Okinawa)
A un pas de guanyada la batalla, els nord-americans assalten el Castillo Shuri com a última jugada en Okinawa. Després d'haver buidat l'entrada, arriben al centre del castell, i acaben amb les últimes resistències japoneses. Una vegada dins d'est, es troben amb soldats japonesos, els quals tenen la intenció de rendir-se. No obstant això quan Roebuck i Polonsky s'apropen a ells amb intenció de prendre'ls presoners, aquests activen les magranes ocultes sota la seva roba, moment en el jugador ha de triar si salvar o bé a Roebuck, o bé a Polonsky. Després de l'ocorregut, la resta de les tropes nord-americanes arriben per ajudar a l'escamot i contraatacar als soldats japonesos restants al castell. Miller sol·licita l'atac aeri, per acabar amb els dos edificis del Castillo. Els nord-americans aconsegueixen prendre el Castillo Shuri, i la campanya nord-americana acaba. Les últimes paraules són les que provenen de la ment de Miller, qui recorda el que s'ha dit per Roebuck, dient-li el dur que ha estat tota aquesta tasca i que aviat estaran a casa.
14. El cor del Reich: (Desenvolupament: Berlín, Alemanya)
La missió final comença amb un confós Dimitri sent arrossegat per Reznov fos de l'O-Bahn després d'haver-se ofegat, en el qual Reznov li insisteix a aquest que és un home de sort, i que s'ha salvat de miracle de no morir ofegat. Després de tornar a reagrupar-se amb la infanteria soviètica, l'Exèrcit Rojo llavors avança cap a l'edifici del Reichstag. Dimitri destrueix quatre FlaK 88 mm per permetre que els tancs avancin, i poder acabar amb la resta de la infanteria alemanya. Durant l'assalt a l'entrada del Reichstag, Chernov resulta greument ferit per l'atac d'un llançaflames alemany, i no pot continuar, incapaç de seguir lluitant.
15. Caiguda: (Desenvolupament: Berlín, Alemanya)
Reznov, Dimitri i la resta dels soldats soviètics acaben amb tots els defensors del Reichstag per poder arribar al terrat. Després que tots hagin estat eliminats, Dimitri es dirigeix a col·locar la bandera soviètica en signe de victòria. No obstant això, abans que pugui arriar la bandera nazi, a Dimitri li dispara un soldat alemany ferit, el qual Reznov remata amb el seu matxet poc després. Encara que ferit, Dimitri planta la bandera soviètica, assenyalant la victòria soviètica. Finalment, un feliç Reznov felicita i alaga a Dimitri dient-li les mateixes paraules aquestes fa anys, explicant-li que és un home que sempre ha sobreviscut i que ell és la raó que el «cor de l'Exèrcit Rojo segueixi bategant».

## Sistema de joc

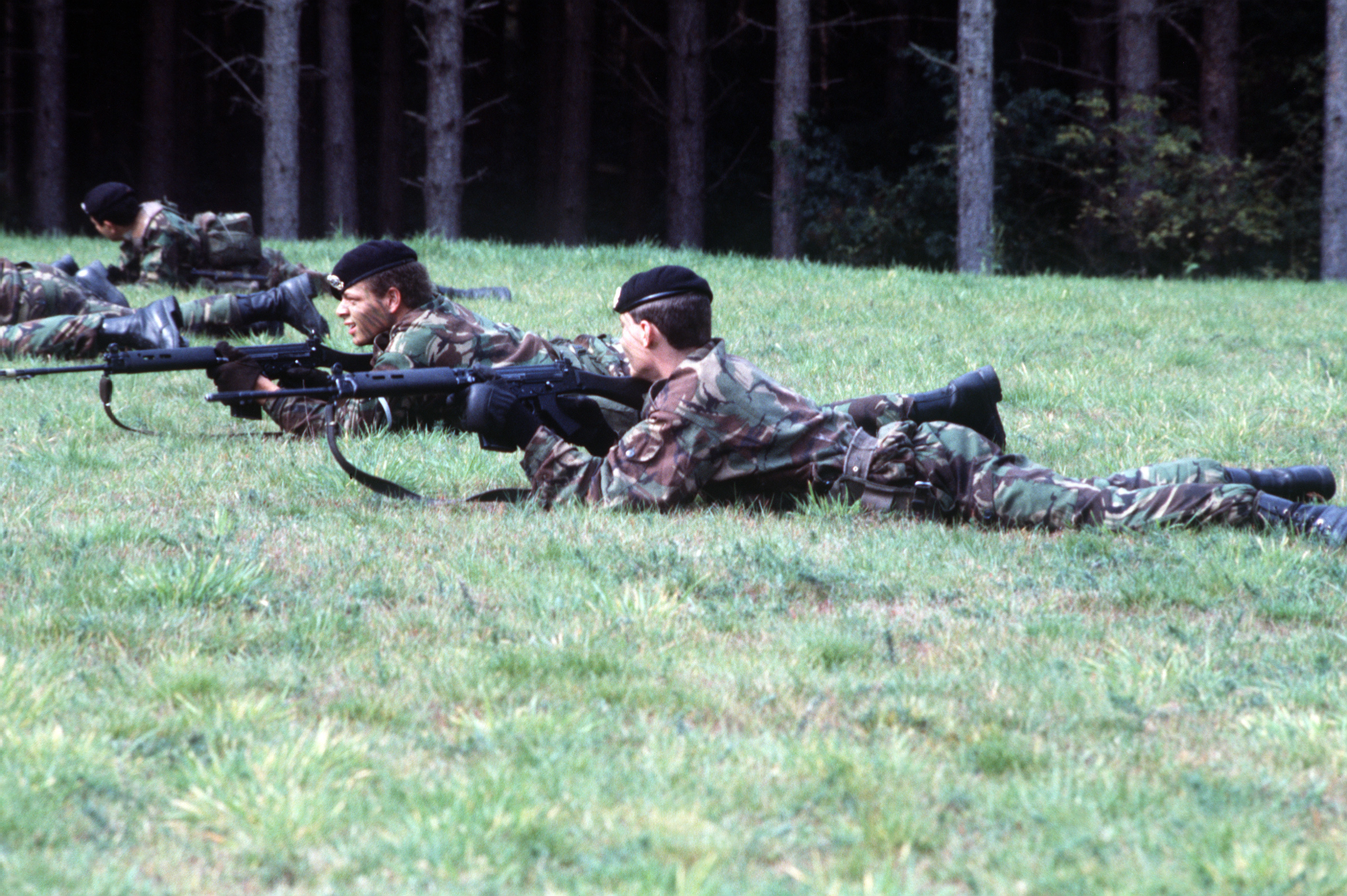
L'esquema del posicionament del jugador ha estat millorat gràficament, fent més realística la forma en la qual es veurà afectada el moviment, velocitat, precisió i efectivitat de l'arma i sigil del jugador; incloent la retina del jugador, la qual canviarà en la seva grandària segons la posició del jugador en la qual es trobi, i també l'abast efectiu i la precisió de l'arma a usar. En la imatge, uns soldats en decúbito prono.

Call of Duty: World at War està estructurat de manera similar als jocs anteriors de la sèrie. El nucli d'est consisteix en elements d'un joc de trets en primera persona, d'estil bèl·lic, mostrant la major part del joc des dels ulls del personatge a assumir en els diferents escenaris del videojoc. El jugador és capaç de caminar, córrer, saltar i nedar; i així com principal i bàsicament, utilitzar armes i combatre.
L'ambient tancat, i lineal se segueix mantenint igual que altres títols de la sèrie. Cada missió és necessària per progressar a través del joc i desbloquejar més contingut sobre aquesta mateixa. No obstant això, el joc s'apropa molt lleugerament al gènere de final obert, a causa que hi ha múltiples maneres de completar els objectius, això, a causa que en certs punts durant el joc, el jugador és forçat a decidir entre salvar la vida a un personatge o un altre (tenint la possibilitat de salvar solament a un dels dos), no obstant això, la salvació i/o mort dels personatges no influeix en gran sentit a tal punt en què no se li dona importància si salvar a un o un altre, això a causa del poc canvi en l'argument.
Call of Duty: World at War presenta una temàtica més madura, crua i violenta que els anteriors jocs de la sèrie. A causa que el sistema de combat amb armes; i el motor de gràfica i moviment, ha estat revisat a un millor esquema en primera persona, la qual cosa ens crea un ambient més realista a la Segona Guerra Mundial, i una física mai abans vista en algun títol de la saga: On tant el jugador com la computadora és capaç d'amputar i cercenar als combatents, això fa que el joc tingui comportaments semblants a guerres més realistes i crues.
El HUD manté la clàssica forma dels anteriors títols de la sèrie: el reticle del jugador apareix com quatre segments prims en forma de creu al centre de la pantalla. Aquesta creu representa l'àrea de propagació de tir de l'arma. Aquesta es veurà afectada en la seva grandària segons la posició del jugador en la qual es trobi, i també el rang d'efectivitat i precisió de l'arma a usar. Els segments a més són capaços de canviar el seu color depenent de l'objecte o persona que se li posi damunt: aquests segments poden ser blancs (si és un objecte sense rellevància alguna a l'entorn del jugador), verds (si és un personatge/vehicle aliat o no agressiu) o vermells (objectius hostils o d'assassinat). El jugador també posseeix en el HUD un indicador de magranes, el qual apareixerà en la pantalla en moments en què el jugador estigui prop d'una. Aquest indicador tindrà més contrast a mesura que el jugador estigui més prop de la magrana. L'indicador ajuda al jugador per bé retornar o allunyar la magrana apropant-se i llançant-la, o simplement córrer lluny d'ella per evitar ser ferit. El jugador és capaç d'efectuar l'ús de la seva arma de dues maneres; «Point shooting» (conegut en el joc com «Firing from the Hip»), la qual és la menys efectiva, i amb menys precisió; i «disparar des de la mira» (conegut com a ADS (Aim Down Sights), la qual augmenta la precisió de l'arma usada en un alt per cent de rang d'efectivitat.
El jugador pot posicionar-se en tres diferents postures: Aturat, ajupit i decúbito prono. Cadascuna afecta els diferents índexs de moviment, velocitat, precisió i efectivitat de l'arma i sigil del jugador. El jugador a més pot córrer per un curt temps, això afectarà encara més els índexs del HUD, sobretot el reticle del jugador. Solament es pot córrer mentre es trobi parat. Mentre es corre, el jugador no és capaç de disparar, copejar o recarregar la seva arma, ni cap altra acció. Usar cobertura ajuda al jugador a evitar el foc enemic o recuperar la salut després de rebre un dany significatiu, a causa que —igual que altres títols anteriors de la sèrie— no existeixen increments d'armadura o salut. Quan el personatge ha rebut dany, les vores de la pantalla es posaran en un to de sang esquitxada, i els batecs del cor del jugador s'incrementaran. Si el personatge roman fora de la zona de foc per alguns segons, aquest es podrà recuperar.
La campanya posseeix —igual que altres lliuraments de la sèrie— anivellis de dificultat a elecció del jugador, els quals apareixen al començament d'una nova partida, o al moment de triar una missió a l'atzar, aquests són quatre; «recluta», que és el menys complicat i el que menys reptes posseeix durant la campanya; «professional», on el jugador posseeix més reptes amb una mica més de dificultat, però encara no és suficientment difícil; «adobat», manera el qual és ideal per a jugadors experimentats, i que posseeix enemics més llests i perillosos (malgrat ser els mateixos), i molts més reptes que les dificultats anteriors; i finalment, «veterà», sent l'últim i el més ardu nivell de dificultat, on els enemics es tornen brutals i extremadament precisos amb les armes. Quan ho desitgi, mentre s'estigui en la manera per a un jugador, el jugador és capaç de disminuir la dificultat a la manera que antecedeixi el qual el jugador es trobi en aquest moment, per exemple, si el jugador es troba en el nivell «adobat», est disminuirà a «professional».

### Armes i equipament
El retorn del joc al conflicte bèl·lic de la Segona Guerra Mundial reintroduce armes i tecnologia que han estat vistes en altres jocs de la saga Call of Duty, com per exemple el subfusell Thompson, o el lanzacohetes antitanque Panzerschreck. El jugador obté l'accés a aquestes en el transcurs del joc, però solament pot portar dues armes juntament amb magranes. Les armes dels enemics morts poden ser recollides per reemplaçar armes en l'arsenal del jugador. Els jugadors poden també trobar armes amb accessoris addicionals, incloent per exemple, armes equipades amb mires telescòpiques, baionetes i bocachas lanzagranadas.
El jugador és capaç de portar dues armes (sense importar la grandària d'aquestes) i dos tipus de magranes, magranes letals i tàctiques. Dins de la manera de la campanya per a un jugador, la magrana letal sempre serà una magrana de fragmentació, no obstant això, les magranes tàctiques s'adapten a cada missió corresponent al llarg del joc. El jugador també és capaç de portar un ganivet el qual pot ser utilitzat a qualsevol moment, i, a diferència d'altres armes, aquesta no explica en la ranura de l'arsenal que posseeixi el jugador en el joc. El jugador a més és capaç de realitzar atac cos a cos, o Melee Attack, únicament amb el ganivet; l'ús d'aquesta arma és letal, no obstant això, solament és útil quan es té a l'enemic directament davant del jugador.

### Multijugador
Call of Duty: World at War inclou contingut multijugador en línia similar a l'establert en Call of Duty 4: Modern Warfare, el qual usa un sistema similar de pertrechos i rangs. Els jugadors usen un personatge triat pel servidor depenent de les condicions de la batalla (per exemple, si s'és nazi, el vestit i les veus del joc del bel·ligerant corresponent), no obstant les armes i els seus accessoris poden ser triats amb total llibertat (independentment de la nació triada). Els jugadors posseeixen un sistema de punts, els quals es guanyen durant les maneres de joc complint els objectius demanats en un determinat joc, els punts guanyats durant el joc es traslladen a un nivell en què el personatge disposa de més armes i habilitats per usar, segons el nivell en el qual es trobi el jugador. Amb aquest nivell, el jugador és capaç d'obtenir noves armes i habilitats. Aquest també és capaç de crear i modificar una classe d'armes al seu gust, juntament amb les habilitats i accessoris de les armes. Els amfitrions de jocs poden controlar el mapa i la durada del joc. A més, els jugadors que tinguin com a amic a un usuari de la seva mateixa consola podran fer una «festa», on aquests podran unir-se amb anterioritat, per després unir-se a algun joc en línia, el joc a escollir ha de ser en equips. El joc posseeix una manera de joc de fins a 4 jugadors, aquest se separa en dues maneres generals: «Competitiu», on els punts guanyats aniran solament al jugador que obtingui la quantitat major, aquests aniran al sistema de punts del multijugador; i «Cooperatiu», on també hi ha punts, però no competència directa sobre aquests. En aquestes maneres es podrà jugar la campanya i un mini-joc anomenat «Nazi zombies». El joc no posseeix cap pantalla partida. La versió de Wii del títol inclou multijugador en línia, la qual no permet la manera de pantalla dividida, però dos jugadors poden jugar a través d'una manera «cooperativa d'esquadró» que permet a tots dos jugadors experimentar el joc a través de la mateixa pantalla i el mateix punt de vista.
Entre els nombrosos desastres que va generar l'huracà Sandy, està la interrupció dels servidors de Call of duty. Aquestes fallades es van pal·liar als pocs dies, no obstant això, en Call of duty world at war PS3 no va haver-hi un arranjament complet, ja que els servidors no guarden els teus avanços en línia pel que pujar de nivell és impossible.
Hi ha diverses maneres de joc disponibles. La manera multijugador posseeix dues opcions generals: «Core» i «Hardcore» —la gran diferència d'aquests és que el segon té el HUD totalment limitat; la quantitat de vida és més curta, i tardana a recuperar-se; i el mapa desapareix per complet per a tots els jugadors. Els jocs inclouen; «Partida a mort per equips», on 2 equips competeixen per acumular la major quantitat de morts en un joc de combat tradicional; «Tots contra tots», on 12 jugadors competeixen contra cadascun dels participants, sense equips —la connexió prèvia d'equips per mitjà de «festes» no està permesa—; «Captura la bandera», involucrant a dos equips, els quals competeixen pel control de banderes, les quals es troben en àrees designades del mapes i controlar-les el màxim temps possible; «Buscar i destruir», involucrant a dos equips, on un d'ells ha de destruir un determinat objecte, mentre que l'altre equip ha de protegir l'objecte, guanyarà l'equip que o ben mat a tots membres de l'equip contrari, o bé compleixi amb l'objectiu —destruir o protegir l'objecte—; «Sabotatge», el qual involucra dos equips; «Guerra», semblant a «Partida a mort per equips»; «Caserna General"; i «Dominació».

#### Mapes
Hi ha diversos mapes disponibles en la manera multijugador de Call of Duty: World at War, són catorze en total, a més de vuit mapes més, els quals són accessibles en els tres diferents continguts descarregables. Els mapes són; «Airfield», el qual representa un cementiri d'avions japonesos, en aquest també es troben alguns túnels. Basat en l'aeròdrom de Peleliu, en la missió Aterratge dur; «Asylum», mapa format per un edifici en ruïnes, i basat en un suposat manicomio de Berlín, el qual apareix en la missió Anello d'acer; «Castle», recreant al castell Shuri d'Illa d'Okinawa, bàsicament en els jardins d'est; «Cliffside», mapa que recrea la fase intermèdia de la missió Bufadors i sacacorchos. A més es poden trobar búnkeres de terreny obert, i un aspecte selvático en el mapa; «Courtyard», igual que Castle, recrea el castell Shuri, no obstant això, est recrea el pati interior del castell; «Domi», en aquest es recrea la teulada de l'edifici del Reichstag en ruïnes. Aquest es troba en la missió Downfall; «Downfall», recrea la ciutat de Berlín, prop de l'edifici del Reichstag; «Hangar», Mapa en el qual es pot trobar un hangar japonès, formant un exòtic paratge urbà; «Makin», basat en el primer escenari de la missió Sempre Fidel, en Butaritari. El combat es desembolica en un ambient nocturn, des d'enmig de la selva, fins a una platja plena de cabanyes; «Makin Day», idèntic a Makin, però l'ambient és diürn, i hi ha molta menys aigua a la platja; «Outskirts», el qual és gairebé idèntic al mapa Upheaval; no obstant això, est representa un paisatge urbà i algunes cases de Berlín, a més de ser més ampli; «Roundhouse», mapa que té un clar ambient industrial. Est, pel que sembla, se situa en una fàbrica de Berlín; «Seelow», representa un camp obert amb alguns pujols. Inspirat de la missió La seva terra, la seva sang; i finalment «Upheaval», el qual recrea un paisatge urbà basat a les cases de Berlín, les quals apareixen en la missió L'anell d'acer. La gran quantitat de cases amb finestres fa que sigui un dels millors mapes per usar fusells de franctirador.
Els mapes de contingut descarregable són; «Nightfire», mapa que pren lloc als carrers assolats de Berlín, barrejat amb un ambient nocturn; «Knee Deep», es basa en un escenari amb diverses fortificacions japoneses destructibles de Peleliu; «Station», el qual consisteix en les restes danyades d'una estació d'O-Bahn a Berlín. L'escenari està basat en una escena de la missió Desallotjo; «Banzai», mapa el qual ambienta un jungla juntament amb un riu amb pont, a més de túnels; «Corrosió», situat en un dipòsit de trens a Rússia. En aquest es poden trobar canonades i vagons de tren trencats per munt; «Sub Pens», un mapa situat en una base de submarins japonesa bombardejada. El seu ambient és plujós; «Battery», el qual té lloc en unes posicions d'artilleria costanera abandonades del Pacífic; «Breach», es troba als carrers plens de gom a gom de Berlín, a Alemanya. Està prop de la Porta de Brandenburgo; i finalment, «Revolution», mapa que es basa en una ciutat industrial de Rússia.

### Nazi zombies
La manera cooperativa inclou una manera de joc anomenat «Nazi zombies», el qual es desbloquejava després d'haver completat la campanya d'un jugador, però, a causa de la popularitat que va guanyar en poc temps, en una actualització es va fer que es pogués jugar sense necessitat d'haver acabat la campanya d'un jugador. El joc consisteix que el jugador ha de lluitar contra un nombre il·limitat de zombis nazis, els quals apareixen per rondes (Una manera de joc basat en Survival horror).
. Els jugadors poden treballar junts amb altres persones en la manera cooperativa de 2 jugadors en una mateixa consola amb pantalla dividida o de 2 a 4 en manera multijugador en línia. Els zombis contínuament trenquen finestres i parets per donar caça als jugadors copejant-los amb els braços. Al principi els zombis són lents i febles però segons el mapa, aquests comencen a córrer abans o després (Primer mapa: ronda 7, resta de mapes: ronda 3) i a mesura que el temps passa s'augmenta la dificultat de la partida. En la primera ronda n'hi ha prou amb un tall amb el ganivet per acabar amb ells però a partir d'aquí la cosa es complica. El jugador pot demorar l'entrada dels zombis reparant les finestres i parets que aquests destrueixin. Si a algun jugador li copegen més de dues vegades, cau al sòl tret que disposi d'un avantatge anomenat "Tità" (de la qual parlarem més endavant), en aquest cas es necessitaran entre 6 i 8 cops per derrocar-ho. En caure es tindrà una jugabilitat similar a la d'estar tombat però sense poder-se moure del lloc. Estarà així fins que un company s'apropi i ho salvi (si es juga en cooperatiu);, fins que se li esgoti el temps, mori i passada a manera espectadora fins que acabi la ronda (perdent així les armes de les quals disposa) o fins que els altres jugadors també caiguin,en aquest cas acabarà la partida (Dada curiosa: l'últim jugador a caure fa l'animació et tombar-se però sense armes, no com els altres que simplement cauen).
Les Perk-a-Cua o avantatges que es poden comprar en els tres mapes de DLC de la manera Zombis Nazis són:
-Jugger-Nog: Permet al jugador augmentar en gran manera la seva salut. Avantatge imprescindible per jugar en rondes altes. Cuesta 2500 punts.
-Quick Reviu: En jugar solament no serveix per res. (En posteriors jocs com Black Ops o Black Ops 2 et permet autoreanimarte quan mors). En jugar en multijugador et permet reviure molt més ràpid als teus companys caiguts. Cuesta 1500 punts.
-Double Tap Root Beer: Et permet augmentar en gran manera la teva cadència de tret però alhora et quedes abans sense munició. Cuesta 2000 punts.
-Speed Cua: Et permet recarregar molt més de pressa. Cuesta 3000 punts.
Nazi zombies posseeix quatre mapes, dels quals tres són contingut descarregable, això mapes són; «Nacht der Untoten» (en alemany, «Nit de no morts»), primer mapa del joc, i l'únic que no és DLC. L'acció transcorre en Peleliu en l'aeròdrom en el qual també estem en la història d'un jugador (en una de les cases per les quals passem en la missió "Aterratge dur", més concretament). La casa consta de tres espais separats per enderrocs i una porta que per travessar cal comprar per 1000 punts cadascun.; «Verrückt» (en alemany, «Manicomio»), el qual és el primer a incloure «avantatges» (cridades en el joc com Perk-a-Cua), paranys elèctrics i mines. La peculiaritat d'aquest mapa és que els jugadors apareixen separats en les dues ales del manicomio i només es poden ajuntar obrint portes o encenent l'electricitat (cosa que també dona accés als paranys i avantatges).; Shi No Numa (en japonès, «Pantà de la mort»), un escenari ambientat en un pantà en Tunguska, Sibèria, en el qual va caure un meteorit amb l'element 115 (element amb el qual es creen armes especials, teletransportadores i zombis) ple de cucs i cadàvers. Com a curiositat, els zombis, en aquest escenari no són nazis, si no soldats de l'Imperi del Japó, a més, és el primer escenari a mostrar com a enemics a gossos (anomenats en el joc com «Hellhounds») que venen cada cinc rondes aproximadament. En aquest mapa els avantatges no estan en un mateix lloc sinó que apareixen en uns llocs predeterminats però a l'atzar (saps que aquí hi ha una, però no saps quin, això és aleatori). També apareix l'arma: Wunderwaffe DG-2, una arma amb un poder destructiu molt gran que mata al zombi al que impacta i a tots els que estiguin al seu al voltant encara que només dona 1000 punts per totes les morts que pot fer en un sol tret.; I finalment, «Der Rigués», (en alemany, «El gegant») el qual és quart i últim mapa del joc Aquest es desenvolupa en un centre de recerca el Polònia, i té com a enemics a zombis i hellhounds (cada cinc rondes una de hellhounds aproximadament i a partir de la 16 també apareixen intermitentment entre els zombis) i, igual que en Shi No Numa, cada ronda de gossos zombi ens dona munició màxima. A més, est és el primer escenari a mostrar el «Pack-a-punch», una màquina que es presenta com actualitzador d'armes que pel mòdic preu de 5000 puntazos ens millora el carregador, la munició màxima de la qual disposem, la potència i la cadència dels trets. A més de donar-li un nou nom i una textura platejata.
Els personatges de Nazi zombies són els següents: El primer és el nord-americà Tank Dempsey, expresoner de guerra dels japonesos, el qual aconsegueix escapar acabant amb tots els seus captores. Dempsey és l'estereotip de l'heroi de guerra exagerat i és vist pels seus companys com un idiota a causa de la seva baixa intel·ligència, encara que això no és obstacle a l'hora de lluitar contra els zombis. El segon és el soviètic Nikolai Belinski. Belinski va començar a ascendir en les files polítiques de la URSS matant el seu oficial. Nikolai està basat en l'estereotip d'un rus: Un comunista, orgullós patriota i gran fanàtic del vodka. El tercer personatge és el japonès Takeo Masaki. Takeo va néixer a una família poderosa del Japó, de la qual tots eren samuráis (i ell no era l'excepció); i va ser un orgullós capità en l'Exèrcit Imperial. Ara, ha redirigit els seus esforços a lluitar contra els zombis, a més de que medita sobre diverses qüestions filosòfiques a la llarg de les partides de Nazi zombies. Takeo és el més seriós del grup de supervivents, i a més el que menys parla en el grup. Finalment està l'alemany Edward Richtofen, un doctor el qual sempre va ser un geni a l'hora de torturar i extreure informació de les seves víctimes. Després de l'arribada al poder dels nazis, aquest va començar a investigar al costat del doctor Maxis els usos de l'element 115 i junts van crear als zombis, no obstant això els seus companys no ho saben del cert, només ho sospiten. Això és part de la trama argumental dels zombis.

## Desenvolupament

### Producció
World at War va ser anunciat el 23 de juny per Activision i Treyarch, el qual anava a ser llançat a la fi de 2008 i establert en la Segona Guerra Mundial. El joc va tenir un cicle de desenvolupament d'aproximadament de dos anys, el doble que el títol anterior de Treyarch, Call of Duty 3. El joc és impulsat per una versió perfeccionada de Call of Duty 4: Modern Warfare, amb diverses millores fetes al model de físiques i àudio. Una millora destacada és l'ús del foc, el qual es propaga en la gespa, plantes i arbres. Kiefer Sutherland (conegut de la sèrie 24) i Gary Oldman (conegut de múltiples pel·lícules com la sèrie Harry Potter), tots dos van formar part del joc com a actors de veus. Sutherland és la veu del personatge narrador de la campanya americana, el Sergent Roebuck; mentre que Oldman és la veu del narrador soviètic, el Sergent Reznov. Treyarch, per obtenir una captura de moviment més realística, va construir i va usar una rèplica de grandària real d'un PBY Catalina.
La música de Call of Duty: World at War va ser composta per Sean Murray. Murray va ser contractat després que Brian Tuey, director d'àudio de Treyarch, el qual va contactar a Murray. Murray va afirmar que ells havien treballat junts abans en True Crime: New York City, la seqüela al primer True Crime: Streets of LA, a més, Murray va afirmar que «ell [Brain Tuey] sabia que jo aportaria un acostament fresc a Call of Duty: World at War». Això també va portar al fet que Adam Levenson, el director d'àudio de Activision, sigui anomenat per ajudar-los. Murray va dir que ell volia fer que la música sigui més divertida i intensa, però a més volia «un camí musical específic que segueixi a l'ànima de la jugabilitat».
La nova tecnologia d'oclusió, la qual canvia el so fet per objectes propers depenent dels objectes que bloquegin la seva trajectòria, com a murs, ha estat agregada a World at War. El joc té diversos nivells de so «sord» depenent dels objectes que passi a través, com un so més sord a través d'un mur gruixut comparat un so lleugerament sord a través d'un mur prim. Per la primera vegada en un joc de Call of Duty, el jugador és capaç de conèixer la diferència entre algú caminant al costat del jugador i algú caminant a dalt o sota est, així com la diferència entre un tret efectuat a distància i un de proper, però darrere d'un objecte sòlid.
L'equip d'àudio de World at War va viatjar a un desert amb muntanyes a banda i banda per provar les freqüències de sons fetes per armes de la Segona Guerra Mundial. Per aconseguir un so més realista sobre el tret de les armes, es va col·locar a una persona amb armes de la Segona Guerra Mundial, posteriorment, a 60 iardes (54,864 m) davant d'aquest es van instal·lar micròfons, i a unes 60 iardes darrere d'ell, altres micròfons, per així, provar els ressons. Després això va ser replicat i desenvolupat en l'estudi per al programa del joc. Això significa que els jugadors seran capaços de precisar el tret d'un rifle franctirador i escoltar el tret i ressò del tir d'una forma realista, així com escoltar l'espetec inicial d'una magrana de mà explotant i després el fort «whoosh» que comença quan explota la magrana, i acaba darrere del jugador.

### Actualitzacions
Després del llançament del videojoc, Treyarch va llançar posteriorment diverses actualitzacions per a la millora tant del joc en si com de la manera multijugador. A continuació, es presenten totes les actualitzacions per a la versió de Microsoft Windows:
L'11 de novembre de 2008 —el mateix dia del llançament del joc— Treyarch va publicar un pegat (1.1) on es van corregir diversos errors de programari de la manera multijugador.
El 6 de febrer de 2009, un pegat (1.2) va ser llançat amb la intenció de corregir errors de so, servidors dedicats i alguns errors presentats en els mapes multijugador. A més, es va llançar un nou mapa gratuït, «Makin Day», una versió diürna del mapa «Makin».
El 4 de març de 2009, un altre pegat (1.3) va ser publicat per Microsoft Windows. Aquesta actualització millorava en gran manera els registres de les partides multijugador, incloent victòries i derrotes, dates, noms d'equips, entre d'altres. També es va millorar el balanç d'àudio per Windows Vista.
El 9 d'abril de 2009, Treyarch va llançar el pegat 1.4. Aquesta versió va agregar els tres nous mapes multijugador: «Knee Deep», «Nightfire» i «Station», a més d'agregar un mapa per a Nazi zombies, «Verrückt», amb més armes i opcions de defensa per al jugador. També es van corregir alguns errors presentats en els tancs al moment d'utilitzar-los. Altres opcions per a la manera Hardcore van ser agregades, entre elles, penalitzacions a aquells jugadors que atemptin contra el seu propi equip.
Aquest mateix dia, es va llançar un pegat (1.4.1) exclusiu per a Alemanya que corregia errors de certs objectes que apareixien blancs completament i sense textura.
El 17 de juliol de 2009, es va publicar l'actualització 1.5 la qual agregava els tres quatre nous mapes: «Banzai'», «Corrosion», «Sub Pens» i «Shi No Numa».

### Banda sonora
Call of Duty: World at War Original Soundtrack és la banda sonora de la música del videojoc Call of Duty: World at War. Va ser composta íntegrament per Sean Murray. La banda sonora està composta per un total de 19 pistes, en un total de 56 minuts i 33 segons de material gravats. La música en el joc varia segons el personatge es trobi en els diferents mapes que conformen les missions de Call of Duty: World at War, la tensió del moment, i l'escena en què se li presenti el jugador en moment determinat, com per exemple ataquis sorpreses, tirotejos o fugides.

## Promoció i llançament
El primer avanç del videojoc es va estrenar en Xbox Live Market el 21 de juny de 2008, i va estar disponible cinc dies més tard en PlayStation Network. Una versió beta de la manera multijugador del joc va ser llançada per Xbox 360 el 10 d'octubre de 2008. El 28 d'octubre, la versió beta per a PC va ser llançada. A aquells que pre van ordenar el joc en GameStop, GAME i EB Games a Austràlia o Estats Units o als membres del lloc web Callofduty.com se'ls van donar codis que els van permetre descarregar versions beta del joc.
L'edició col·leccionista de World at War va ser llançada l'11 de novembre de 2008 a Amèrica del Nord i el 14 de novembre de 2008 a Europa. Inclou diversos objectes de bonificació, entre ells una cantimplora d'acer inoxidable impresa amb el logo de la saga Call of Duty. També atorga als jugadors accés a una arma desbloqueable i l'oportunitat d'obtenir doble punts d'experiència en la manera multijugador en línia, així com una etiqueta de color de clan per ressaltar l'estat VIP del jugador. Aquesta edició del joc solament està disponible per a les plataformes Microsoft Windows i Xbox 360.

### Contingut descarregable

#### Primer contingut descarregable
El 10 de febrer de 2009, Activision i Treyarch van anunciar que estaven desenvolupant contingut descarregable per Call of Duty: World at War, el qual seria llançat pel 19 de març de 2010 per Microsoft Windows, PlayStation 3, i Xbox 360. El contingut es va promocionar per Internet amb vídeos, per mitjà de la pàgina oficial de World at War, i per Youtube, això mesos abans al seu llançament. El nom del contingut és Map Pack 1, i el preu d'est és de 800 Microsoft Points (€10/$10 aproximadament). Aquest contingut inclou quatre nous mapes multijugador: «Nightfire», el qual pren lloc als carrers assolats de Berlín; «Knee Deep» inclou diverses fortificacions japoneses destructibles; i «Station», el qual consisteix en les restes danyades d'una estació d'O-Bahn. El quart mapa, titulat «Verrückt», és un mapa per a la manera Nazi zombies, est inclou noves armes i millores per al joc, amb la intenció d'expandir l'experiència i diversió d'est.

#### Segon contingut descarregable
El 30 d'abril de 2009, Activision i Treyarch van anunciar el seu segon contingut descarregable, cridat posteriorment com Map Pack 2, el qual seria publicat l'11 de juny de 2009. El contingut inclou quatre nous mapes multijugador. Igual que el contingut anterior, aquest també costa 800 Microsoft Points (€10/$10 aproximadament). El primer mapa és «Shi No Numa» (en japonès, «Pantà de la mort»), el qual és una nova mapa per a la manera cooperativa Nazi Zombies, on l'ambient del mapa és un pantà envoltat per una jungla. El contingut a més inclou com a nous enemics als Hellhounds, la Wunderwaffe DG-2 com una nova arma, i deu trofeus/assoliments nous. A més, inclou quatre nous personatges, aquests són el Marine nord-americà Tank Dempsey, el soviètic de l'Exèrcit Rojo Nikolai Belinski, l'alemany nazi Edward Richtofen, i finalment, el japonès Takeo Masaki. Els altres tres mapes són; «Banzai», mapa el qual ambienta un jungla juntament amb un riu amb pont, a més de túnels; «Corrosió», un mapa situat en un varadero de trens a Rússia en el qual es poden trobar canonades i vagons de tren trencats per munt; i finalment, «Sub Pens» un mapa situat en una base de submarina japonesa bombardejada, a més de presentar un ambient plujós.

#### Tercer contingut descarregable
El 20 de juliol de 2009, Activision i Treyarch van anunciar el seu tercer contingut descarregable, Map Pack 3, el qual va ser llançat el 6 d'agost de 2009. El contingut consisteix en quatre nous mapes, dels quals tres són multijugador; «Battery», el qual té lloc en unes posicions costaneres d'artilleria abandonades del Pacífic; «Breach», mapa que es troba als carrers plens de gom a gom de Berlín, a Alemanya. Està prop de la Porta de Brandenburgo; i finalment, «Revolution», mapa que es basa en una ciutat industrial a Rússia. El quart mapa del contingut és per a la manera de joc Nazi Zombies, el mapa és «Der Rigués» (en alemany, «El Gegant»), el qual es desenvolupa en una fàbrica, i té com a enemics a zombis i hellhounds junts, però que apareixen de manera intermitent. El mapa ve amb noves armes, com una «Monkey Bomb», la qual és una joguina en forma de mico, el qual atreu als zombis, posteriorment l'explota, juntament amb tots els zombis en la seva proximitat. També va ser agregada una màquina anomenada «Pack-a-Punch Machine», la qual actualitza les armes.

### Edicions especials
Call of Duty: World at War Limited Collector's Edition va ser el llançament de Call of Duty: World at War, a més d'objectes de regal, entre ells, una cantimplora d'acer inoxidable impresa amb el logo de la saga Call of Duty. També atorga als jugadors l'accés a la FG-42 desbloqueable per usar-se en una classe d'armes creades pel jugador, i l'oportunitat d'obtenir doble puntaje d'experiència en la manera multijugador en línia, així com una etiqueta de color de clan per ressaltar l'estat exclusiu del jugador. Aquesta edició del joc solament està disponible per a les plataformes Microsoft Windows i Xbox 360, i va ser llançada l'11 de novembre de 2008 a Amèrica del Nord i el 14 de novembre de 2008 a Europa. El seu preu és de 69,99 USD (€50) per a la versió de PC, i de 79,99 USD (€57) para Xbox 360.
Posteriorment, va ser llançat Call of Duty: The War Collection, edició especial que consistia en un paquet amb els títols Call of Duty 2 i Call of Duty 3, juntament amb World at War. La seva data de llançament va ser al juny de 2010, i el seu preu és d'aproximadament de 59,99 USD (€42). L'edició solament està disponible per Xbox 360.

## Recepció

### Crítiques

#### Anglosaxones
Després del seu llançament, Call of Duty: World at War va ser rebut amb crítiques generalment positives. El joc posseeix actualment una puntuació agregada de 84% per a la versió de Microsoft Windows, i una agregat de 86% i 85% per a les videoconsoles Xbox 360 i PlayStation 3, respectivament, en el lloc web Metacritic; i un puntaje entre 78 i 86% en totes les seves versions de videoconsoles, inclosa la de Nintendo DS i Wii.
IGN va aplaudir a la desenvolupadora Treyarch per la seva decisió de situar a World at War en l'ambient del Front del Pacífic de la Segona Guerra Mundial, però també va notar que l'abast de la campanya trencava la continuïtat de l'argument, amb algunes missions prenent lloc diversos anys després d'unes altres i desbaratant el flux narratiu. A més, es va elogiar l'addició de la manera cooperativa perquè ajuda a incrementar la rejugabilidad del títol; i la manera multijugador va ser descrit com «definitivament una àrea on World at War sobresurt». IGN va concloure argumentant que World at War és un «joc d'acció sòlid i confiable amb molt que oferir al jugador casual i al hardcore per igual».
La principal crítica de la Revista Oficial Xbox es va basar argumentant que Treyarch no s'havia expandit després de l'èxit de Call of Duty 4: Modern Warfare, i que «havia creat una seqüela de joc segur» que usava elements de Call of Duty 4, però que no obstant això no agregava «gens propi digne d'esment». Altres errors assenyalats pel crític Ryan McCaffrey van incloure la falta d'emoció en la trama de la campanya, i les poques diferències entre les missions de la campanya del Pacífic i les europees, expressant que «podries solament estar caminant a través d'un altre poble europeu amb molts més arbres». En resum, el joc va ser descrit com «una expansió en la saga Call of Duty més que un joc complet».
GameSpot va elogiar al joc per «una representació més fosca i crua de l'ambient de la Segona Guerra Mundial», però al mateix temps va declarar que el títol usa «material molt usat». Alguns punts positius ressaltats pel crític Chris Watters inclouen el «diàleg ben actuat» dels personatges Roebuck i Reznov, així com la sòlida campanya d'un jugador. Descrivint al joc, va afirmar que en tornar a la Segona Guerra Mundial «World at War va aconseguir grandesa, però cau curt d'excel·lència».
1up.com va notar la significativament incrementada violència gràfica i sagnant (fins i tot sobre Call of Duty 4, el qual va ser classificat per la ESRB com «Mature») com una millora positiva en el realisme dient: «Mentre els enemics morien en massa en anteriors títols, la mutilació i la sang no estaven presents. Ja no és el cas: aquí, cames són amputades, els homes ploren en agonia mentre busquen parts del seu cos perdudes, i gotes de sang volen mentre les bales penetren la carn». Posteriorment va aclarir que «World at War retrata l'horror de la Segona Guerra Mundial més precís que mai abans, i fins i tot podria semblar que els militars van presenciar esdeveniments similars».

#### Hispanoamericanes i espanyoles
En Vandal.net, Call of Duty: World at War va obtenir una puntuació de 9 sobre 10 en les versions de PC, Xbox 360 i PlayStation 3. En l'anàlisi, els autors Macarena Mey i Pedro Iglesias descriuen al joc com «un títol que cap afeccionat als shooters hauria de deixar-ho escapar». A més, va destacar «el cooperatiu de fins a quatre jugadors, la qual cosa sens dubte proporcionarà hores i hores de diversió». No obstant això, va indicar que «Call of Duty: World at War no sigui tan bé com el seu antecessor [Modern Warfare], o més aviat, no sorprengui tant com ho va fer aquell». D'altra banda, les versions de Nintendo DS i Wii, sense rebre una anàlisi oficial de la pàgina, van obtenir, per part dels usuaris del lloc, una puntuació de 5,5 i 8,5 sobre 10, respectivament.
El portal on-line d'anàlisi i ressenyes sobre videojocs Meristation, va qualificar a World at War com «Molt Bé» i li va atorgar una puntuació de 8 sobre 10 al joc desenvolupat per Treyarch, destacant «la nova manera cooperativa para fins a quatre jugadors, el to més fosc i sagnant de la campanya russa, i més dels excel·lents resultats de Modern Warfare». No obstant això va afegir els contres del joc, argumentant que el títol és «pràcticament idèntic a l'últim Call of Duty en gràfics, missions i situacions», i explicant que, malgrat «portar molta diversió», la manera multijugador posseeix «alguns canvis poc encertats». Va agregar que World at War «no decebrà a ningú, salvo a aquells que esperaven el més mínim canvi respecte al seu antecessor». Conjuntament, qualifica en forma positiva a la manera Nazi zombies de «extra divertit, amb la seva quota de rejugabilidad». Va acabar concloent que el títol «podrà portar molta diversió, sobretot per la manera cooperativa». Al seu judici, va argumentar que quan Treyarch «compta amb el temps i recursos com per fer un treball notable, ho fa. I callarà moltes veus».
El lloc en espanyol, Viciojuegos.com va qualificar amb un 91 i 90% en les versions de PS3 i Xbox 360, respectivament. En dues diferents anàlisis del lloc web s'argumenta que «World at War aconsegueix posar-se a l'altura del seu antecessor, incorporant novetats que marquen els nous rumbs de la saga». «Sens dubte una de les grans basa de la saga i que World at War no ha passat per alt», va agregar el lloc, referint-se al seu so, incloent a més el doblatge a l'espanyol i els efectes sonors, ratllant-los de «colpidor [...], excels […] i més que correcte». No obstant això, va qualificar de negatiu el fet que el títol «és curt i innova poc»; i que «[es crea] recel cap a Treyarch, [a causa] que ha subestimat des de bon principi les virtuts d'aquest títol». A més, va indicar que el sistema de joc «amb prou feines innova respecte al seu predecessor»; i que els seus gràfics «són bastant irregulars». Com a explicació final, va indicar que «[..] en Treyarch, s'ha presentat un títol capaç de rivalizar amb el seu antecessor i consolidant […] una saga memorable», i que «se li pot atribuir que amb prou feines innovi».

### Vendes
Call of Duty: World at War va ser el segon joc més venut al novembre de 2008 als Estats Units, amb vendes de més d'1,41 milions d'unitats. Les versions per Xbox 360 i PlayStation 3 van ser el segon i el novè joc més venut de desembre de 2008 als Estats Units, venent més d'1,33 milions i 533 000 còpies, respectivament. La versió de Xbox 360 va ser el sisè joc més venut de 2008, amb més de 2,75 milions de còpies venudes.
La versió de Wii va aconseguir el lloc 19 del joc més venut i el joc de Wii més venut de desembre de 2008 als Estats Units. El títol va rebre un interès particular en el Regne Unit, on va doblegar la suma de vendes en la primera setmana comparat a Call of Duty 4: Modern Warfare en PS3 i Xbox 360. A més, el títol va esdevenir el tercer videojoc més ràpidament venut en el Regne Unit darrere de Grand Theft Acte IV i Grand Theft Acte: Sant Andreas. Ja per a juny de 2009, Call of Duty: World at War va vendre més d'11 milions de còpies a tot el món.

## Altres versions

### Nintendo DS

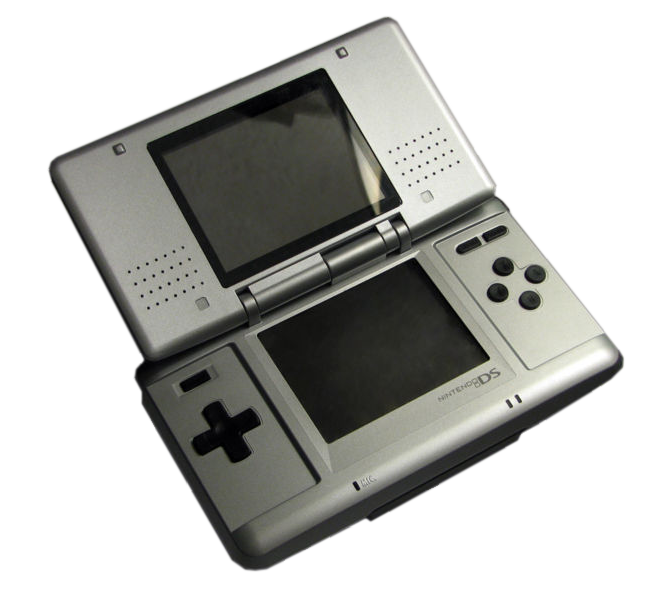
La Nintendo DS és una de les consoles on World at War va desenvolupar un dels seus títols derivats.

Un spin-off de Call of Duty: World at War va ser llançat per Nintendo DS l'11 de novembre de 2008 a Amèrica del Nord; i el 14 de novembre de 2008 a Europa. Va ser distribuït per Activision, i desenvolupat per n-Space, companyia la qual va utilitzar el mateix motor de videojoc que el títol anterior, Call of Duty 4: Modern Warfare. Els escenaris de l'argument del títol discorren en el Front del Pacífic i l'Oriental, amb les campanyes nord-americana, britànica i soviètica. El contingut multijugador en línia pot suportar fins a quatre jugadors, el qual posseeix quatre mapes en total, i a més, té el sistema de rangs i pertrechos. En comparació de Modern Warfare, el nivell de renderizado gràfic ha millorat quant a la forma de moure's, trotar i ajupir-se del jugador, la qual aconsegueix un nivell de geometria 3D, en comptes de títol anteriors, els quals solament aconseguien gràfics comparats a 2D. No obstant això, el llançaflames segueix mantenint una renderización en 2D. Els jugadors poden desactivar mines i enviar codis Morse amb la pantalla tàctil, a l'igual com poder enviar morters, armes antiaèries en un vaixell de guerra, manejar un paracaigudes, i l'ús d'armes muntades. També hi ha una manera que permet l'ús de l'arma principal, i al mateix temps, fer ús de les metralladores.

### PlayStation 2

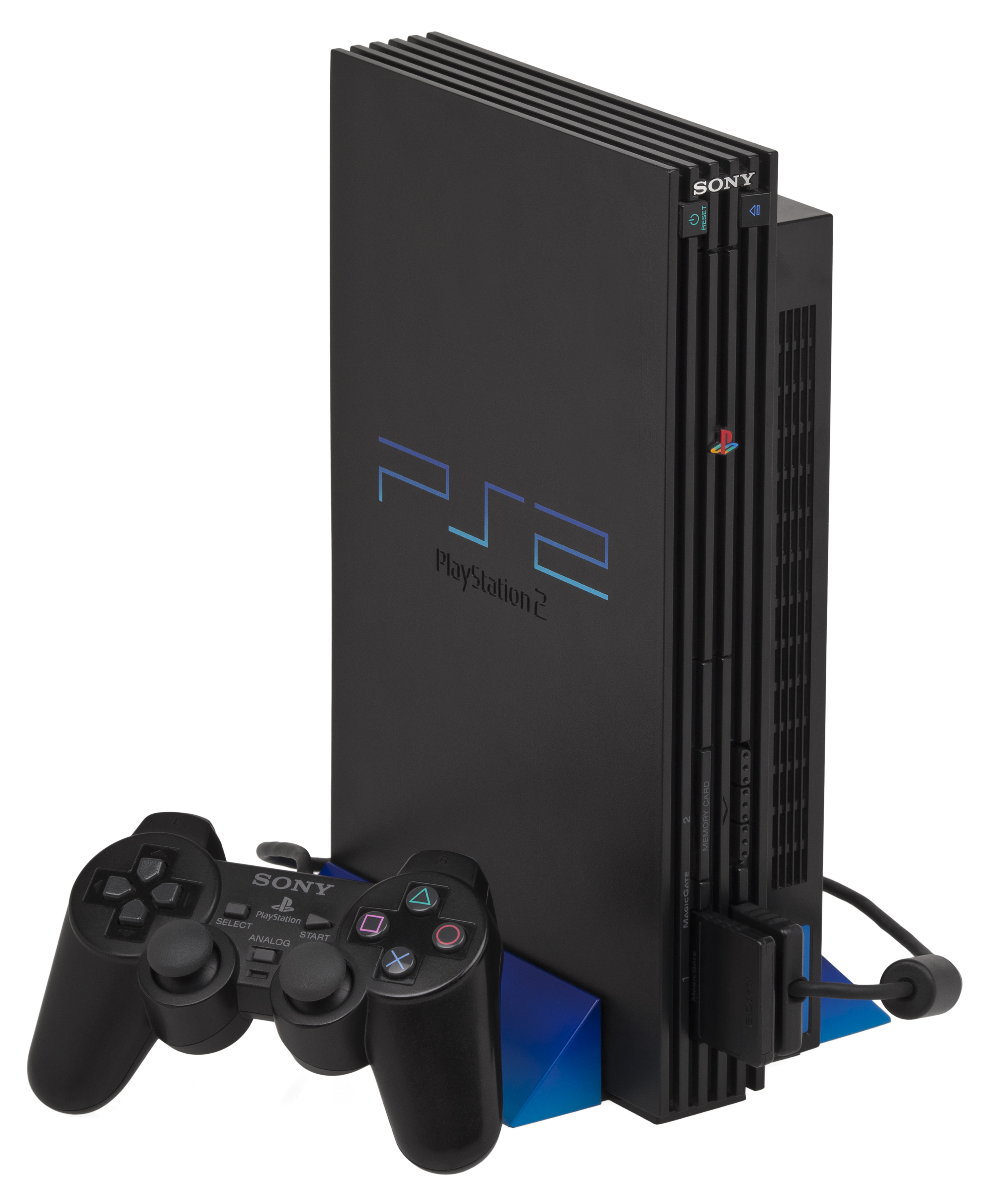
Call of Duty: World at War Final Fronts va ser el spin-off de World at War desenvolupat únicament per PlayStation 2.

La versió per PlayStation 2, cridada Call of Duty: World at War Final Fronts, defereix significativament de la versió principal. Desenvolupat per Rebellion Developments, Final Fronts compta amb 13 missions, les quals totes discorren ja gairebé en el final de la Segona Guerra Mundial. A més de les campanyes nord-americana i soviètica, el títol inclou una tercera campanya, la qual tracta de l'Exèrcit britànic en el seu avanç pel riu Rin. Les missions tenen ambients d'infiltració, infanteries, franctiradors, assalts a gran escala, entre d'altres.
La campanya nord-americana segueix al Soldat Joe Miller i a l'equip igual al del World at War original, no obstant això, Miller en aquest títol pertany a la 2.ª Divisió de la Infanteria de la Marina, en comptes de la 1a. En la campanya d'Europa occidental, el jugador assumeix a Lucas Gibson, soldat de la 80.ª Divisió d'Infanteria nord-americana. Les missions tenen com a ambient a Luxemburg i Àustria. En la major part de la campanya d'Europa, el jugador assumeix el rol del Soldat Tom Sharpe, de la 6.ª Divisió Aerotransportada britànica. A diferència de la versió per PlayStation, PC o Xbox 360, Call of Duty: World at War: Final Fronts no inclou contingut multijugador en línia, i tampoc té una manera de Nazi zombies.
Igual que altres versions, el joc inclou dues missions en les quals es dona ús al llançaflames, i una missió per a ús d'un tanc, no obstant això, aquest últim no dona la possibilitat de conduir el tanc amb total llibertat, si no que solament la torreta d'est. Mentre que el llançaflames és usat a una petita escala. Finalment, l'atac cos a cos (o melee attack) no és amb un ganivet o alguna altra arma blanca, com en les versions de PS3 i Xbox 360, si no que simplement és la culata de l'arma.

### iPhone i iPod Touch
Treyarch i Ideaworks Studios van publicar Call of Duty: World at War: Zombies, un videojoc per iPhone i iPod touch. Originalment conté el mapa Nacht Der Untoten, i a més com a contingut descarregable es poden obtenir els mapes Verrückt, Shi No Numa i Der Rigués. El títol suporta fins a quatre jugadors a través d'internet sense fil, i dos jugadors a través de Bluetooth. Les xarxes cel·lulars són actualment compatibles per jugar en línia. El títol va ser llançat mundialment el 16 de novembre de 2009.